# Olympisch Congres
Een Olympisch Congres is een grote bijeenkomst van de Olympische Beweging die door het Internationaal Olympisch Comité georganiseerd wordt. De Olympische Congressen zijn geen evenementen die regelmatig op de IOC-kalender verschijnen. Anno 2024 is er 13 keer een Olympisch Congres georganiseerd. Tot op heden heeft het congres nog nooit buiten Europa plaatsgevonden.
De eerste congressen (tot 1930) hadden als thema de opzet van de Olympische Spelen. Na 1930 werd er tot in de jaren zeventig geen congres gehouden. Sindsdien wordt er ieder decennium één congres georganiseerd.

## Lijst van Olympische Congressen
| Editie | Jaar | Locatie                     | Thema                                                                           |
| ------ | ---- | --------------------------- | ------------------------------------------------------------------------------- |
| I      | 1894 | Parijs, Frankrijk           | De start van de moderne Olympische Spelen                                       |
| II     | 1897 | Le Havre, Frankrijk         | Sporthygiëne en -pedagogie                                                      |
| III    | 1905 | Brussel, België             | De kwesties van de sport (en de lichamelijke opvoeding)                         |
| IV     | 1906 | Parijs, Frankrijk           | Het opnemen van beeldende kunst in de Olympische Spelen en het dagelijkse leven |
| V      | 1913 | Lausanne, Zwitserland       | Psychologie en fysiologie van sport                                             |
| VI     | 1914 | Parijs, Frankrijk           | Het synchroniseren van de olympische voorschriften en voorwaarden voor deelname |
| VII    | 1921 | Lausanne, Zwitserland       | Wijziging van het Olympische programma en de voorwaarden voor deelname          |
| VIII   | 1925 | Praag, Tsjecho-Slowakije    | Pedagogie van de sport en de olympische verordeningen                           |
| IX     | 1930 | Berlijn, Duitsland          | Wijziging van de Olympische regels                                              |
| X      | 1973 | Varna, Bulgarije            | Sport voor een wereld van vrede                                                 |
| XI     | 1981 | Baden-Baden, West-Duitsland | Verenigd door en voor de sport                                                  |
| XII    | 1994 | Parijs, Frankrijk           | Het centenniaal congres, het congres van de eenheid                             |
| XIII   | 2009 | Kopenhagen, Denemarken      | De rol van de Olympische Beweging in de samenleving                             |